# Nackas hörna

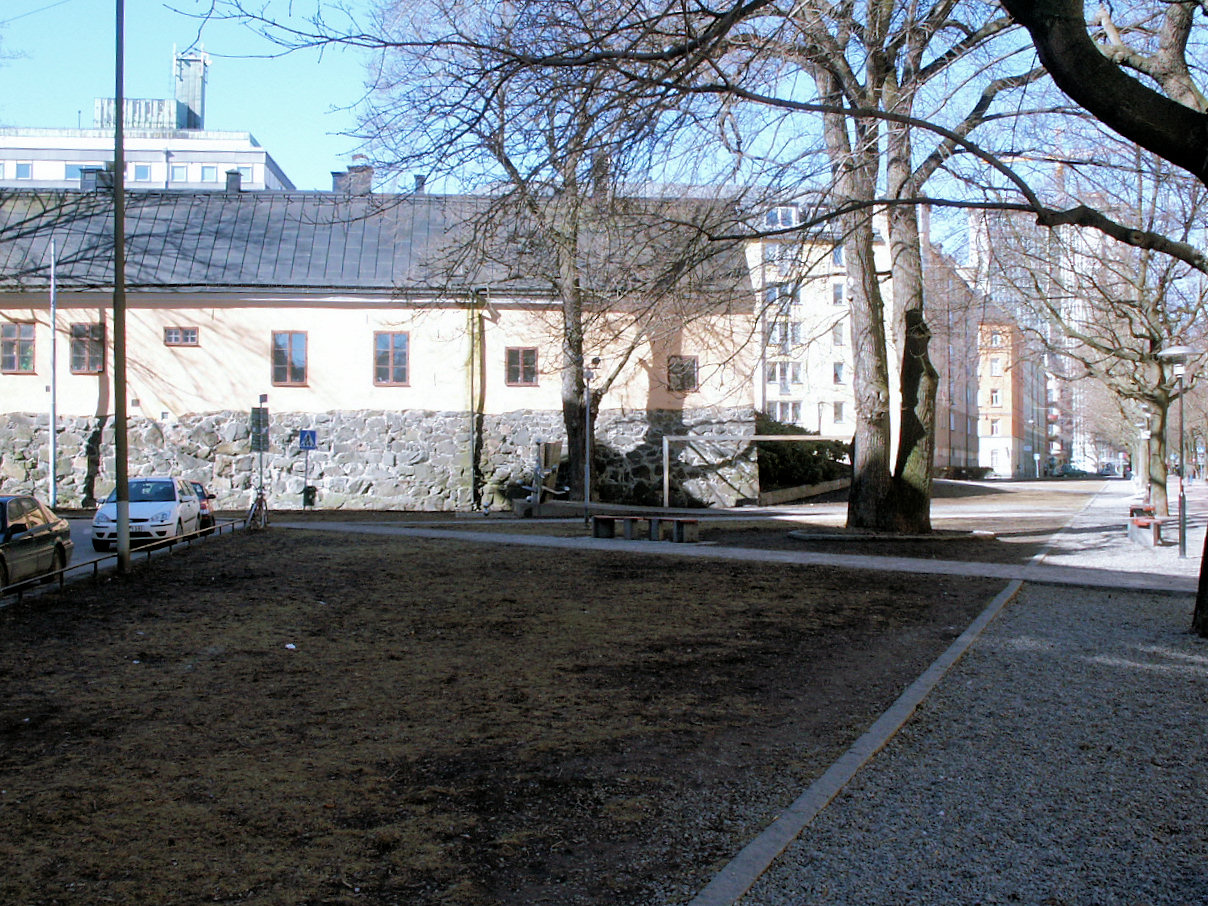
Nackas hörna sedd från Katarina Bangata.

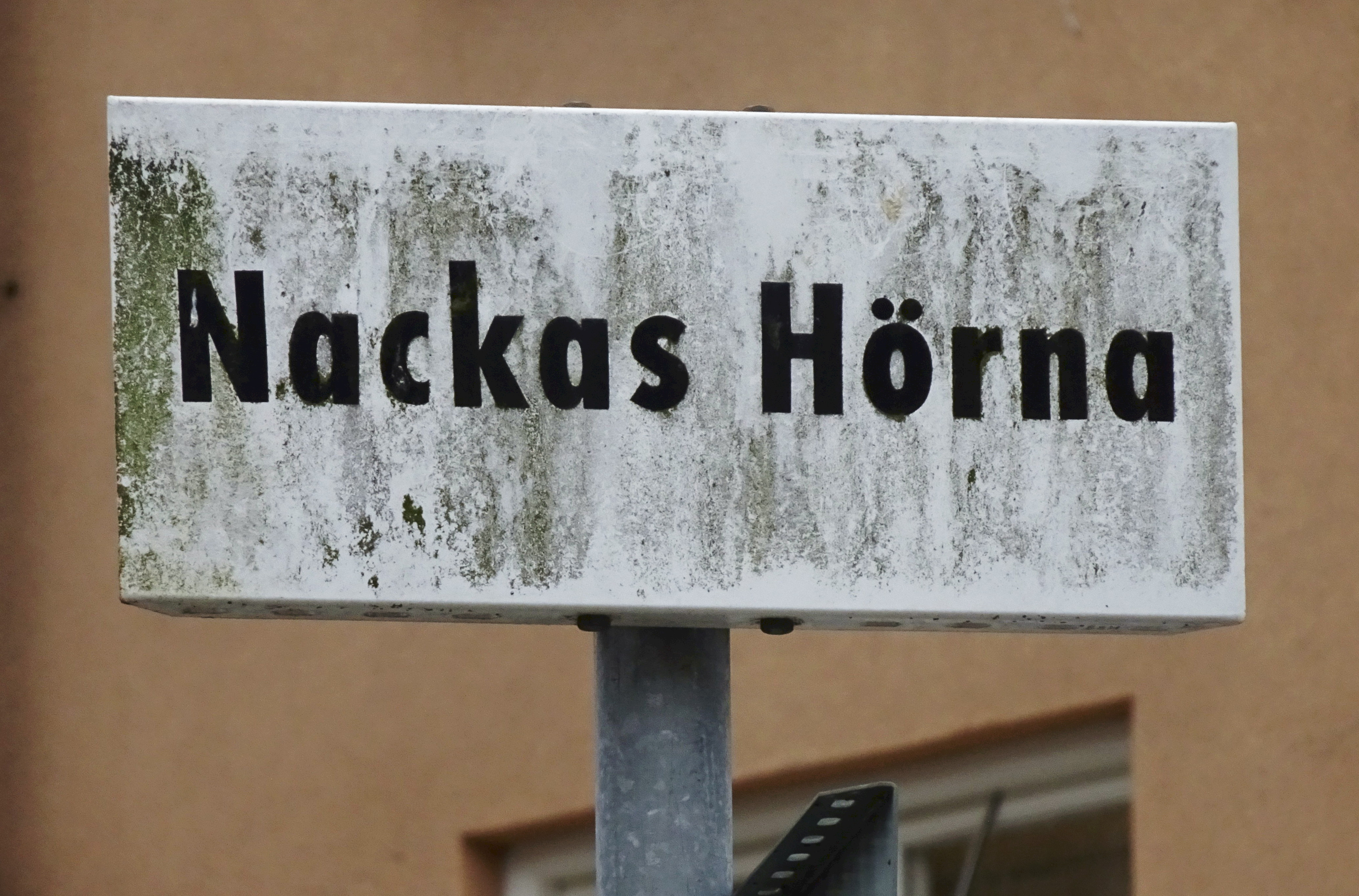
Skylt "Nackas Hörna".

Nackas hörna är en plats där Brännerigatan möter Katarina Bangata i stadsdelen Södermalm i Stockholm. Platsen fick sitt namn 2001 efter ett beslut i Stockholms kommunfullmäktige.
Fotbollsspelaren Nacka Skoglund är uppvuxen på den intilliggande adressen Katarina Bangata 42 och 1984 uppfördes minnesstatyn "Vi ses vid målet" av konstnären Olle Adrin. Statyn föreställer fotbollsspelaren Nacka Skoglund när han skruvar in en hörna i mål.